# Arthroskop
Das Arthroskop ist ein spezielles Endoskop, das bei einer Gelenkspiegelung (Arthroskopie) eingesetzt wird.
Ein Arthroskop besteht aus einem optischen System von Stablinsen, einer Lichtquelle und meist einer Spül- und Absaugvorrichtung. Daneben besitzt es noch mehrere Kanäle, die dazu dienen, chirurgische Instrumente für kleine operative Eingriffe aufzunehmen. 
Außerdem sind Arthroskope im chirurgischen Sinne besonders bedeutend, da ihr Einsatz in der minimalinvasiven Chirurgie entscheidende Fortschritte möglich machte.